# Hydronema
Hydronema (лат.) — род ручейников семейства гидропсихиды (Hydropsychidae) подотряда Annulipalpia.

## Распространение
Афганистан, Пакистан, Таджикистан, Узбекистан.

## Описание
Средней величины ручейники, длина тела около 1 см. Виды этого рода легко отделить от видов других родов наличием комбинации признаков из 2 подсемейств. Hydronema и Macronematinae имеют короткую дискоидальную ячейку, редукцию щетинок переднего крыла и уменьшение размеров щупиков. С Hydropsychinae у них общие модифицированные мужские претарзальные коготки и более короткие усики самцов. Неизмененные общие первичные признаки: присутствует проэпистернальная щетинистая бородавка; каждая поперечная вена m-cu переднего крыла расположена дистальнее поперечной жилки cu; каждая срединная ячейка заднего крыла закрыта; присутствует поперечная жилка заднего крыла m-cu. Производными первичными признаками являются: преанальные придатки, уменьшенные до щетинистых бородавок или поверхностей; формула шпор 024 у самцов и самок. Шпоры маленькие, и их количество значительно различается, также на задних голенях от 2 до 4 шпор, иногда количество различается между левой и правой ногами одного и того же насекомого. Среди вторичных родовых признаков половой диморфизм претарзальных коготков асимметричен, со щетинками на всех ногах у самцов и симметричными у самок.

## Систематика
Род был впервые выделен в 1914 году (по типовому виду Hydronema persica), а его валидный статус подтверждён в ходе ревизии, проведённой в 2008 году венгерским энтомологом János Oláh (Department of Environmental Management, Tessedik College, Сарваш, Венгрия) с коллегами.
- Hydronema persica Martynov, 1914
- Hydronema rudolfi Mey, 1986